# Stanko Premrl
Stanko Premrl (San Vito di Vipacco, 28 settembre 1880 – Lubiana, 14 marzo 1965) è stato un compositore sloveno di musica sacra, autore dell’inno nazionale sloveno Zdravljica.

## Biografia
Sacerdote, ebbe come insegnante Anton Foerster alla scuola di musica "Glasbena Matica". Nel 1903 fu vice organista alla Chiesa di San Giacomo il Maggiore (Lubiana), poi proseguì gli studi a Vienna dal 1904 al 1908.
Tornato a Lubiana, divenne capomastro alla Scuola degli organisti (1909–41), regens chori della Cattedrale di San Nicola e redattore capo della rivista di musica sacra Cerkveni glasbenik. Insegnò al Conservatorio e all'Accademia musicale della città sino al 1945, quando abbandonò l'insegnamento su pressione del neoinsediato governo comunista.
Ispirato dal Movimento Ceciliano tedesco, Premrl fuse l'antico stile ceciliano con un uso più ampio dell'armonia cromatica moderna. Produsse semplici canti corali, pensati per i cori delle chiese di campagna e per il canto congregazionale, nonché preludi per l'uso di organisti con un'istruzione limitata.
I suoi componimenti laici presentano soggetti religiosi o moralistici. Si citano ad esempio Sončna pesem sv. Frančiška (il Cantico delle creature), l'Oratorio di San Giuseppe e il ciclo di canzoni Božične skrivnosti ("Misteri del Natale"). Musicò anche la celebre Zdravljica di France Prešeren, destinata a diventare l'inno nazionale sloveno.